# Flash Thompson
Eugene "Flash" Thompson es un personaje ficticio que aparece en los cómics estadounidenses publicados por Marvel Comics. Creado por el escritor Stan Lee y el artista Steve Ditko, el personaje apareció por primera vez en Amazing Fantasy #15 (agosto de 1962).
Flash Thompson es un jugador de fútbol americano de la escuela secundaria, que intimida sin piedad a su compañero de clase de la escuela secundaria llamado Peter Parker, pero admira mucho al Hombre Araña, una ironía en la que el superhéroe se lleva algo de gratificación. Con el tiempo, él y Peter se convierten en amigos cercanos en la universidad, después de que Flash haya madurado. Tras graduarse, se alista en el Ejército de los Estados Unidos, pero sus experiencias de combate lo atormentan y lo llevan al alcoholismo. Después de perder ambas piernas en la guerra de Irak, se convierte en el superhéroe Agente Venom tras vincularse al simbionte Venom, que controla con drogas. Al final, durante una discusión con Eddie Brock sobre Venom, se convierte en el nuevo anfitrión del simbionte Anti-Venom.
El personaje ha aparecido en varias otras adaptaciones de los medios, generalmente en su encarnación de bully anterior. En la película, es interpretado por Joe Manganiello en Spider-Man (2002) y en un breve cameo en Spider-Man 3 (2007), Chris Zylka en El Sorprendente Hombre Araña (2012) y en una escena eliminada de  El Sorprendente Hombre Araña 2: La Amenaza de Electro (2014) y Tony Revolori en las películas del Universo Cinematográfico de Marvel Spider-Man: Homecoming (2017), Spider-Man: Lejos de casa (2019) y Spider-Man: No Way Home (2021). La encarnación de Flash Thompson del Capitán Araña hizo su debut cinematográfico en el largometraje de 2023 Spider-Man: Across the Spider-Verse, representado como miembro de la Spider-Society de Miguel O'Hara.

## Historia de publicación
Creado por el escritor Stan Lee y el artista Steve Ditko, Flash Thompson apareció primero en Amazing Fantasy #15 (agosto de 1962), el mismo número en el que apareció por primera vez Spider-Man. Fue un personaje regular en la serie The Amazing Spider-Man durante sus primeros cuatro años, dejando el elenco en The Amazing Spider-Man #47 (abril de 1967) para servir en la guerra de Vietnam. Aunque reapareció en el cómic varias veces mientras estaba de licencia, no volvió al elenco regular hasta el número 105 (febrero de 1972).
Aunque la relación entre Flash Thompson y el alter ego de Spider-Man, Peter Parker, se hizo gradualmente más cordial a lo largo de los años, el punto de inflexión más importante para que se hicieran amigos fue en The Amazing Spider-Man #138 (noviembre de 1974), en el que Thompson le permite a Parker habitación con él después de que todos sus otros amigos y conocidos lo rechazaron.
La infancia de Thompson se explora en The Spectacular Spider-Man # -1 (julio de 1997), titulado "That Thompson Boy". El escritor J. M. DeMatteis comentó: "A pesar de nuestra tendencia humana de querer encajar a las personas en casilleros convenientes, nadie es una sola cosa todo el tiempo. El punto principal de 'That Thompson Boy' era mostrar que había otros lados de Flash, para mire detrás de la cortina y vea la vulnerabilidad y la profundidad que había allí. 'Flash' es una máscara. Eugene es un ser humano complejo y herido. Creo que la historia del personaje, incluso volviendo a las historias de Stan [Lee], es una batalla constante entre los dos, una búsqueda de encontrar el equilibrio".
El personaje hizo su primera aparición como la nueva encarnación de Venom en The Amazing Spider-Man #654 (febrero de 2011). Un segundo volumen de Venom comenzó en mayo de 2011 con Flash Thompson como personaje principal. Como Venom, apareció como un personaje regular en la serie Secret Avengers de 2010-2013, desde el número 23 (abril de 2012) hasta su número final, el número 37 (marzo de 2013). Como Venom, aparece en la serie de 2012 Red Hulk's Thunderbolts de Daniel Way y Steve Dillon. Después del evento Superior Spider-Man, se ve al Agente Venom en el espacio en Los Guardianes de la Galaxia vol. 3, #14. Eventualmente se convirtió en su propia serie en solitario, Venom: Space Knight, escrita por Robbie Thompson y dibujada por Ariel Olivetti. Fue cancelado después de 13 números. En el número principal del volumen 3 de Venom, se ve a Flash Thompson sin el simbionte.

## Biografía ficticia del personaje

### Preparatoria
Eugene "Flash" Thompson es sobrino de la actriz Lea Thompson y matón de su compañero de secundaria Peter Parker. Flash fue abusado físicamente por su padre alcohólico, Harrison Thompson, lo que llevó a la propia naturaleza violenta e intimidatoria de Flash. Thompson llama a Peter con el apodo despectivo de "Patético Parker" y humilla a Parker todos los días en la escuela. Sin saber que Parker es el Hombre Araña, forma el primer "Club de Fans del Hombre Araña" y apoya vocalmente a su ídolo, llegando incluso a criticar a J. Jonah Jameson en persona para los editoriales anti-Spider-Man del Daily Bugle. Cuando se ve al Hombre Araña cometiendo robos, Flash es uno de los pocos que lo defiende alegando que aún podría ser inocente. Cuando se revela que el Hombre Araña fue incriminado por Mysterio, Flash se jacta de que siempre tiene la razón. Peter, quien declara abiertamente que no "confiaría en el [Hombre Araña] más allá de lo que yo pueda arrojarlo", se complace en secreto en que Flash apoyó a su alter ego.
En un primer número, Flash y Peter se enfrentarán en una pelea de boxeo en el gimnasio de la escuela. Inicialmente esperando una victoria fácil, Flash se asombra al descubrir que simplemente no puede ponerle la mano encima a su rival (debido a la velocidad y reflejos mejorados de Peter), y un solo toque del puño de Parker lo deja fuera del cuadrilátero. Después de este episodio el acoso de Flash se limita principalmente a acoso verbal. Durante los próximos años, ya que los dos se convierten en rivales por su afecto a Liz Allan, Flash solo está dispuesto a enfrentar a Peter cuando él (Flash) está rodeado de sus amigos. Peter, por su parte, comienza a reírse de sus amenazas con regresos de buen carácter (muchos para fastidio de Flash, así como desconcierto). Este cambio sutil de sus posiciones es típico del desarrollo de los personajes de Lee-Ditko en el título.
Hacia el final de la carrera de Ditko en el título, Flash fue empleado principalmente como alivio cómico, más como un bufón local que una amenaza seria. Los grandes cambios en su personalidad tuvieron lugar con posterioridad en la edición número 39, cuando John Romita, Sr. asumió como artista para The Amazing Spider-Man. Después del reemplazo de Romita, Flash se convirtió en un personaje más simpático y su imagen amable se destacó igualmente para darle un aspecto 100% norteamericano.

### Universidad y madurez
Después de que Flash entra a la Universidad Empire State, su relación con Peter se vuelve cada vez menos hostil. Mientras los dos todavía llevan el insulto ocasional, Flash ha llegado a respetar la inteligencia de Peter y se sorprende por su popularidad entre las chicas (sobre todo Gwen Stacy y Mary Jane Watson). Tanto Flash como Peter son amigos de Harry Osborn, cuya presencia sirve para calmar la tensión entre los antiguos rivales.
Mientras está en la universidad, Flash es reclutado en el Ejército de Estados Unidos y sirve en la guerra de Vietnam (aunque, debido a la escala deslizante del tiempo de Marvel, esto fue más tarde retroactivado a algún conflicto extranjero no especificado). A diferencia de muchos estudiantes de la época, Flash nunca fue reclutado - en vez de eso, se ofreció al servicio por su propia voluntad. Aunque Flash se ausentó de la franja durante meses, sus frecuentes visitas lo mantuvieron familiarizado con los lectores. Él regresa de la guerra como un héroe condecorado. El viaje del deber de Flash lo cambió profundamente de un joven temerario e inmaduro a un hombre atormentado y conflictivo. Al no encontrar consuelo en sus condecoraciones militares, Flash se volvió al alcohol por años.
Mientras está en Vietnam, la unidad de Flash vuela un antiguo templo cuyos acólitos habían protegido anteriormente a Flash cuando fue herido. Flash intentó y falló en detenerlos. Cuando regresa a Estados Unidos, él abandona su antagonismo hacia Peter. Peter, por su parte, comienza a respetar la madurez encontrada en Flash y los dos se vuelven cercanos. Sin embargo, Flash pronto se encuentra atado por misteriosos asesinos, antiguos acólitos del templo que piensan que Flash había traicionado. Spider-Man aleja a los asesinos el tiempo suficiente para que Flash explicara su versión de la historia. Sha Shan, la líder de los asesinos, perdona a Flash y hasta lo cita por un tiempo, pero lo deja cuando ella descubre que él la engaña. Cuando Sha Shan es atacada por el Duende, Flash comete el error de insultar al villano en televisión. El Duende se venga secuestrando a Flash y culpándolo de ser la verdadera identidad del Duende. Spider-Man está horrorizado de que su viejo amigo es un villano, pero Flash es legalmente exonerado cuando la verdadera identidad del Duende acaba revelada.
Después de un episodio de depresión grave Flash conduce ebrio y resulta gravemente herido en un accidente. Poco después Norman Osborn le ofreció un trabajo en Oscorp como su ayudante personal con el fin de molestar a Peter Parker. Sin saber las razones detrás de esto, Flash se volvió leal a Norman por darle una segunda oportunidad y cambiar su vida. Durante este tiempo, Flash se encuentra con el héroe Prodigio, sin darse cuenta de que también es Spider-Man disfrazado. Más tarde, como parte de un plan para llevar a Spider-Man a la violencia asesina al atacar a su familia y amigos, Osborn secuestra a Flash (con el pretexto de recogerlo de una reunión de Alcohólicos Anónimos), lo obliga a beber whisky y lo hace chocar un camión en la Escuela Secundaria Midtown, donde Peter trabaja. Flash sobrevivió, gracias a su excelente condición física, pero sufrió un daño cerebral severo que lo dejó en coma. Liz, aunque enviudó y crio sola a su hijo Normie, se convirtió en la cuidadora de Flash y contrató a una enfermera de tiempo completo para que lo cuidara. A May Parker se le ocurrió la idea de que Flash se mudara al edificio de apartamentos de Peter para que pudiera estar entre amigos con la esperanza de que lo ayudara en su recuperación. Peter, culpándose a sí mismo por lo que le sucedió a Flash, estaba ansioso por ayudar y comenzó a pasar su tiempo libre con él, brindándole apoyo emocional y compañía. Aunque Flash permaneció en un estado mayormente insensible después de salir del coma, la compañía constante de Peter hizo que su condición mejorara lentamente con el tiempo.
Flash despierta de su coma durante la historia "El Otro". Flash toma un trabajo como maestro de educación física en la Escuela Secundaria Midtown, donde Peter enseña ciencia. Sin embargo, Flash sufre de graves lagunas de memoria y de nuevo trata a Peter como un nerd y se mete con él, como lo hizo en sus días de preparatoria. Flash también coquetea con Miss Arrow, sin saber que es una villana allí para atacar a Peter. Cuando Peter se desenmascara como Spider-Man Flash lo descarta como un truco. Flash eventualmente cree que Peter es Spider-Man después de verlo pelear con Daniel Berkhart y Francis Klum. Flash brevemente apareció al principio de la historia de "Brand New Day", asistiendo a una fiesta de bienvenida para Harry Osborn. Flash y el resto de la población del mundo ya no se acuerdan de que Peter es Spider-Man, debido a las maquinaciones del demonio Mefisto.

### Guerra de Irak
Tras los sucesos de "One More Day", Flash voluntariamente deja su lugar de instructor de educación física para unirse al ejército y luchar en la guerra de Irak fuera del afán patriótico, inspirado en la vida abnegada de su ídolo de toda la vida, Spider-Man. Todavía está en una amistad cercana con Peter, como se lo ve, acostado en su catre de hospital, con una tarjeta de saludo de su mejor amigo, y un iPod cargado por el mismo Peter de "Christmas in Fallujah".
El pelotón de Flash es emboscado, y Flash sufre varias heridas de bala en ambas piernas, pero continúa en un intento de salvar a su oficial superior del peligro. Voluntariamente se pone en peligro, razonando que Spider-Man había cometido muchas veces los mismos sacrificios por todos los demás, y se alegra de haber tenido la oportunidad de imitarlo. Sus acciones dañan aún más sus piernas. Esto resulta en la necesidad de que éstas sean amputadas por debajo de las rodillas. El sacrificio de Flash le basta para ganar una recomendación para la Medalla de Honor. Regresa a Nueva York, solo para sorprender a Peter con la pérdida de sus piernas. Él revela a Peter que Spider-Man fue su inspiración en Irak. Harry alquila un apartamento solo para Flash, con el fin de ayudarlo a seguir adelante. Más tarde compite en un evento deportivo de parapléjicos en el YMCA local, logrando llegar en primer lugar.
Flash después acepta una oferta para unirse a la oficina de asuntos de veteranos del alcalde Jameson. Él asiste a la boda de la Tía May de Parker. Cuando el Camaleón (disfrazado de Peter) se encuentra con Flash en la posterior rueda de prensa, cruelmente se burla de él, llamándolo "patético Flash". Flash es visto pasar por sus etapas de dolor hacia atrás, incluso al extremo de utilizar procedimientos experimentales peligrosos para recuperar sus piernas, pero llega a un acuerdo con su condición, gracias al apoyo de sus amigos, su familia y su nueva entrenadora de rehabilitación Sha Shan.

### Agente Venom
En enero de 2011 en una entrevista con Newsarama, Flash Thompson fue revelado "por accidente" como el nuevo huésped de Venom. Marvel confirmó que Flash tendrá su propio cómic como un Venom, estilo militar. Él será el protagonista como un héroe trabajando para los militares, y se encontrará con muchos héroes y villanos del Universo Marvel. Hizo su premier como Veneno en The Amazing Spider-Man #654 (February 2011), (febrero de 2011), y continúa en su serie propia Veneno después del número especial The Amazing Spider-Man #654.1.
No puede permanecer unido al simbionte Venom por más de 48 horas para evitar que el simbionte se haga con el control de él. Las consecuencias de esto son vistas por primera vez cuando el traje hace que Flash se vuelva loco y brutalmente masacre a un grupo de operativos enemigos durante su segunda misión, y otra vez durante una pelea con Jack O 'Lantern terminando con el traje poniendo una granada en la boca de Jack O'Lantern. Durante una misión en la Tierra Salvaje, Flash se ve perseguido por Kraven el Cazador que le confunde con Spider-Man.
Durante Spider-Island Venom es enviado a capturar una bestia parecida a una araña que está luchando contra Estrella de Fuego y Gravedad. Venom logra capturar al Rey Araña y descubre que es un Capitán América esclavizado. Venom se disfraza como el Rey Araña con el fin de rastrear la infestación a su fuente. La Reina y Chacal lo mandan a matar al Anti-Veneno porque está curando a las personas que han obtenido poderes arácnidos, pero sus superiores le ordenan que lo lleve con Mister Fantástico para ayudar a desarrollar una cura. Flash y el simbionte Venom luchan entre sí, ya que Flash quiere traer a Anti-Venom con Mr. Fantástico y el simbionte quiere matar al Anti-Venom por rechazarlo anteriormente. Esto lleva a Venom y Anti-Venom a luchar. Venom gana la lucha y entrega a Anti-Venom a Mr. Fantástico. Venom se une a Hulk Rojo, X-23, el Vengador Fantasma, y para combatir a Corazón Negro.
En febrero de 2012 Thompson se une a los Vengadores Secretos como Agente Venom. Como un Vengador, Flash detiene a la Mosca Humana, pero la Mosca Humana escapa a través de un transporte de prisioneros a La Balsa cuando el Duende ataca el transporte tratando de matar a la Mosca Humana por robar dinero de Kingpin. Flash intenta asesinar al Amo del Crimen por amenazar a su familia, pero Eddie Brock lo ataca cuando está a punto de disparar. Esto hace que el Amo del Crimen mande a sus nuevos Seis Salvajes a atacar a Flash y Betty Brant. Al tratar de proteger a Betty de Jack O'Lantern él le revela a ella su identidad. Thunderbolt Ross recluta a Venom para que forme parte de su equipo de Thunderbolts.
Flash se traslada a Filadelfia después de luchar contra los U-Foes allí. Al tratar de capturar a un asesino en serie infectado con algo de la tecnología alienígena que los U-Foes estaban tratando de vender, para que Bestia pudiera tratar de curar al hombre, es atacado por Toxin. Mientras está en Filadelfia, adopta un protegido en su vecina adolescente Andrea "Andi" Benton, quien al unirse a un duplicado del simbionte se convierte en la antiheroína Mania.
Flash vuelve a Nueva York, cuando Betty Brant lo contacta con la información que el maestro del crimen ha resurgido. Flash se infiltra y usa ataques contra el Amo del Crimen y sus hombres hasta que el Superior Spider-Man (mente de Otto Octavius en el cuerpo de Spider-Man) y sus crías intervienen. El Amo del Crimen entonces revela a sí mismo como una campana de poca monta que había comprado el nombre y la máscara de Hobgoblin y convierte a sí mismo. el Superior Spider-Man entonces, vuelve su atención al Agente Venom con la intención de destruirlo. Flash escapa en una nube de humo y se esconde en un hospital antes de ir al apartamento de Peter. Aprovechando la oportunidad, "Peter Parker" invita a Flash para su compañía para darle a Flash unas piernas protésicas. Después de hacerlo, Superior Spider-Man detiene el simbionte en una jaula de la que pronto se libera y bonos para Superior Spider-Man, convirtiéndose en el Superior Venom. El simbionte trata de huir de vuelta con Flash, pero Superior Spider-Man se mantiene por sí mismo, incluso yendo tan lejos como para lesionar un paro cardíaco cuando cardíaca de intentar separarlos. Iron Man llega a Industrias Parker para ayudar tanto cardíaco y Flash con el fin de llevarlo a la batalla de zona y reunirlo con el simbionte. Los Vengadores están empezando a caer contra el poder del Superior Venom que se jacta de su superioridad hasta que Iron Man llega a distraerlo, permitiéndole a Flash (vistiendo la armadura de Iron Man) usar su ataque desde atrás y tratar de volver a tomar el simbionte. Con la ayuda inesperada de la conciencia de Spider-Man, el simbionte de Venom finalmente sale del cuerpo de Superior Spider-Man y se reúne con Flash, uniendosé de nuevo. Los Vengadores se encuentran todavía en la incredulidad sobre el argumento de Superior Spider-Man hasta que piden a Flash para comprobar su mente-link con el simbionte a ver nada malo acerca de los motivos de Superior Spider-Man. Flash responde que él ve "dos estaciones de radio diferentes que juegan en la misma frecuencia".
Tras la conclusión del Superior Spider-Man y el regreso de Peter Parker como Spider-Man, se entera de que su amigo Flash es Venom y se enojó con los Vengadores que no les dijo. Los Vengadores confiesan ya que Flash era un buen soldado y las identidades secretas en las reglas de los Vengadores va en ambos sentidos.
Tratando de mantener una conexión con los Guardianes de la Galaxia, los Vengadores colocan a Venom en su dicho equipo como su nuevo aliado. En un punto, el simbionte comenzó a actuar de forma extraña teniendo en cuenta a nadie como enemigo como algo estaba golpeando a su cuenta de señalización. Flash se hizo muy preocupado y, desde que se quedó atrás cuando fueron capturados los otros Guardianes, comenzó a tratar de encontrar un camino de regreso a la Tierra, que el simbionte se reanimó. Sin embargo, en su temor a que mató a la gente si se negaban. Finalmente, Gamora los encontró, pero atacó a su pensamiento como un enemigo. Star-Lord logra someter al simbionte pero Flash entra en coma. El simbionte se desata en la nave y lleva la nave a su planeta de origen. El planeta de los simbiontes explica a los Guardianes sus orígenes en Klyntar. Sin embargo, Flash y el simbionte Venom han creado al salvador perfecto que los simbiontes querían. Esta cura del simbionte, permite a Flash para aprovechar todo el potencial del simbionte.
Venom luego se convierte en el nuevo embajador intergaláctico de la Tierra y un Agente del Cosmos.
Durante la historia de Civil War II, Flash es llamado de vuelta a la Tierra junto con los otros Guardianes, y se enfrenta al nuevo Spíder-Man, y lo somete repetidamente por no ser el Spider-Man que conoce. Lo que motivó a Miles a electrocutarlo con Venom Blast, que lo lanzó al aire libre. Decide quedarse en la Tierra con Mania en lugar de regresar al espacio.
Más adelante se muestra que Venom se ha separado de Flash y encuentra un nuevo huésped en Lee Price. Finalmente se revela que Flash se separó de Venom durante una pelea con un agente del FBI equipado con un traje de batalla de alta tecnología. El agente usó un arma especial que agitó el simbionte y lo envió a un estado enloquecido, lo que lo llevó a huir a la ciudad, donde finalmente se encontró con Price, y luego se reunió con Eddie Brock.

### Agente Anti-Venom y Muerte
Durante el arco de "Venom Inc.", Flash Thompson luego habla con Mania a través de su lucha contra el crimen, antes de que sea derrotada por Lee Price y una banda de matones. Resulta que Price está cumpliendo sus promesas anteriores de volver a tomar el simbionte de Venom ya que separa a la fuerza a Mania de su simbionte y lo toma él mismo. Mientras tanto, Brock lucha para lidiar con el simbionte que se ha vuelto cada vez más violento y difícil de controlar. Entonces recurre a Alchemax para que le ayude a crear un suero, pero la medicina que se está creando allí todavía es experimental y puede tener algunos efectos interesantes. Cuando Flash intenta encontrar a Brock y recuperar el simbionte él mismo (para ayudar a Mania y descubrir qué quiere Price), Spider-Man está intentando deshacerse del simbionte de una vez por todas para unir a los tres en un enfrentamiento fantástico, ya que tanto Brock como Flash intentan convencer al simbionte para que se una a ellos. Mientras luchan, Spider-Man elige mojarlos a ambos con una cuba del Suero Anti-Venom creado por Alchemax, con la esperanza de que librará al mundo de Venom para siempre. Nada podría ser tan simple y, en cambio, surge un nuevo Anti-Venom del accidente: Flash Thompson. Después de que Flash, Mania, Spider-Man, Gata Negra y Venom derrotan a Price, Flash confía el simbionte Venom a Eddie y vuelve al heroísmo como Agente Anti-Venom.
En la historia de Go Down Swinging, Norman Osborn regresó con el simbionte Carnage unido a él, convirtiéndolo en el Duende Rojo. Siguió y atacó la ciudad de Nueva York, y Silk, Clash, Spider-Man, Antorcha Humana y el agente Anti-Venom intentaron detenerlo. Flash usa su Anti-Venom para sanar a cualquiera de los amigos y familiares de Peter que fueron infectados por el simbionte Carnage que Norman estaba preparado para matar y descubre la identidad secreta de Spider-Man en el proceso. Norman hiere de gravedad a Flash, que ya no puede sanar debido al uso del Anti-Venom para salvar a los demás. Peter se ofrece a usar el simbionte Venom para curarlo, pero Flash se niega a preocuparse de que muera con él y sabe que Peter necesita una ventaja sobre los nuevos poderes de Norman. Muere en los brazos de Peter y es honrado por Peter y sus amigos en su funeral.
Más tarde, el Creador obtuvo una parte del simbionte tomada de la época de Flash como el Agente Venom, que contenía una copia de su conciencia. La muestra fue apodada como un códice por el fabricante. El simbionte con muerte cerebral absorbió la muestra durante el escape de Venom del Proyecto Supervisión, y con el permiso de Eddie Brock, la copia tomó el control y se transformó en el Agente Venom. La conciencia de Flash se quema poco después.

### Rey de Negro
Sin embargo, más tarde se reveló que Flash todavía existía dentro de la mente colmena del simbionte. Se unió al ejército de antiguos simbiontes anfitriones de Rex Strickland cuando el oscuro dios simbionte Knull comenzó a invadir la Tierra, recuperando su réplica del simbionte Anti-Venom. Cuando Eddie Brock murió y se unió al ejército de Rex, Flash estuvo allí para saludarlo. Cuando el hijo de Eddie, Dylan y Thor, comenzaron a liberar a los anfitriones de sus simbiontes y a luchar contra Knull, apareció un corte rojo, formado por los simbiontes disueltos de los anfitriones recién liberados, y Flash siguió a Eddie y Rex a través de él hasta el núcleo de Hive-Mind, el lugar donde estaban antes de haber sido un "purgatorio" de códices. Los tres notaron que los simbiontes liberados del control de Knull estaban siendo encarcelados y formularon un plan para unirse a ellos de la misma manera que Flash una vez tuvo al simbionte Venom. A pesar de las protestas de Eddie, Flash se ofreció como voluntario para liberar a los simbiontes encarcelados y "descargarse" en uno de ellos, reconociendo que esta era su misión desde el principio y que Eddie también era un héroe. Su plan funcionó, y Flash se encarnó en el mundo de los vivos como un dragón simbionte parecido a su simbionte Anti-Venom. Informado por Eddie de lo que había sucedido cuando el cadáver de Cletus Kasady se unió a un dragón simbionte, Flash voló al cementerio donde su cuerpo había sido enterrado y se reanimó, saliendo de su tumba en una recreación de su forma humana.

## Poderes y habilidades
El simbionte Venom le hace crecer un par de piernas mientras se pone el traje, teniendo los poderes de Spider-Man. Debido a su entrenamiento militar y antigua carrera en el boxeo, Flash es un luchador experimentado mano a mano y un tirador entrenado. Luego de obtener el poder del simbionte Anti-Venom, Flash también hereda las habilidades de curación de este traje, la capacidad de curar las lesiones físicas de otros y los poderes de limpieza del Anti-Venom original.

## Recepción

### Reconocimientos
- En 2012, IGN clasificó al personaje de Venom de Flash Thompson en el puesto 27 en su lista de los "50 mejores vengadores".[57]
- En 2016, Comicbook.com clasificó al personaje de Venom de Flash Thompson en primer lugar en su lista "Cada anfitrión de Venom en el Universo Marvel clasificado".[58]
- En 2021, Screen Rant incluyó a Flash Thompson en su lista de los "10 anfitriones más poderosos del simbionte Venom".[59]
- En 2022, CBR.com clasificó a Flash Thompson en el décimo lugar en su lista de "Personajes de Spider-Man más saludables".[60]

## Otras versiones

### House of M
Durante la historia de House of M de 2005, Flash es comentarista del programa Sapien Deathmatch en el que seres sintientes luchan batallas violentas para el entretenimiento de la clase dominante mutante. En su primera actuación destacada, Flash narra una batalla entre un Centinela robótico y el humano Tony Stark.

### MC2
En MC2 (el futuro alternativo de Spider-Girl), Flash Thompson ahora está en la facultad de su antigua escuela secundaria. Es el entrenador del equipo de básquetbol de las chicas. Se casó con Felicia Hardy, y aparentemente tuvieron dos hijos, Felicity y Eugene Jr.). Todavía desconoce el hecho de que Peter Parker era Spider-Man, y tampoco sabe que la hija de Peter es Spider-Girl. Felicity, por otro lado, es consciente de todo esto y asumió brevemente la identidad de la Araña Escarlata en un intento de colaborar con Spider-Girl.

### Spider-Man Loves Mary Jane
En Spider-Man Loves Mary Jane, Flash es el mariscal estrella de fútbol en la Secundaria Midtown. Flash acosa a Peter y se refiere a él como Patético Parker. Flash recientemente comenzó a salir con Liz Allan otra vez; eso terminó después de que ella lo dejó en el regreso a casa por declarar su amor a Mary Jane en frente de toda la escuela.

### Ultimate Flash Thompson
En la continuidad Ultimate Marvel, Flash Thompson es otra vez un atleta que asiste a la misma escuela secundaria que Peter y lo acosa. Más tarde, Flash reta a Peter a una pelea. Peter simplemente bloquea un puñetazo de Flash y logra romperle la mano. Flash se junta con otro estudiante llamado Kenny 'Kong' McFarlane. Cuando Peter se une al equipo de baloncesto, la actitud de Flash cambia, ya que es leal a sus compañeros de equipo. Cuando Flash de repente quiere hablar con Peter solo por un momento al menos en dos ocasiones, Peter lo rechaza furioso, creyendo que solo quería acosarlo en privado. Se reveló después que la muerte de Gwen Stacy que estaba enamorado de ella y estaba tratando de pedir ayuda a Peter para acercarse a Gwen para salir con ella. En la historia de Marta Plateada Flash es secuestrado, después de haber sido confundido por el Grupo Salvaje como Spider-Man, que había desaparecido momentos antes en un callejón en el que Flash estaba parado. Después de darse cuenta de su error, el grupo consideró matarlo. Flash es capaz de escapar. Esta experiencia le da a Flash un nuevo nivel de popularidad en la escuela, especialmente después que un telefilme es hecho acerca de su experiencia. Como se revela en Ultimate Spider-Man #65 su verdadero primer nombre en la continuidad Ultimate Marvel es Fred. A diferencia de la mayoría de las versiones del personaje, Flash no idolatra a Spider-Man (ese rasgo pasó principalmente en Kenny antes de que se enteró de que Peter es Spider-Man). Después de la muerte de Spider-Man, Flash comienza a idolatrarlo.

### What If?
- En "¿Qué si la araña radiactiva hubiera mordido a alguien más?", Flash es uno de los tres personajes - junto con Betty Leeds y John Jameson - que es mordido por la araña radioactiva que le dio a Spider-Man sus poderes, en lugar de Peter. Después de matar inadvertidamente al luchador Crusher Hogan en el ring debido a que subestimaba su nueva fuerza, Flash comienza a combatir el crimen bajo el nombre "Capitán Araña", pero su carrera llega a una parada brutal cuando combate al Buitre, se cae del cielo y - sin ningún lanzarredes para salvarlo - cae a su muerte. Solo Peter es testigo de su muerte.[65]

- En "¿Qué si Peter Parker tuviera que destruir a Spider-Man?" un giro más oscuro de la historia del "Capitán Araña" es presentada, con Flash volviéndose agresivo y brutal. Después de que Peter trata de convencerlo para que se convierta en un luchador del crimen proporcionándole lanzarredes para que Flash no haga daño a nadie permanentemente, Flash vez se convierte en un super-criminal como 'La Araña'. Peter, armado con un exoesqueleto robótico y llamándose a sí mismo 'Spider-Man', pone fin a la ola de crimen intencionada de Flash, y los poderes arácnidos de Flash son eliminados por Mr. Fantástico.[66]

## En otros medios

### Televisión

#### Spider-Man and His Amazing Friends
El programa de televisión, Spider-Man and His Amazing Friends fue la primera aparición animada de Flash Thompson, y tuvo la voz de Frank Welker. En el episodio "Video-Man", se entera de que Angelica Jones y Estrella de Fuego son una y la misma persona. Pero no es capaz de recordar eso al final. En "Spider-Man Revelado", el Hombre de Arena descubre la identidad de Spider-Man como Peter Parker y Estrella de Fuego convence a Flash para que use un traje de Spider-Man en una fiesta, que logra engañar al Hombre de Arena haciéndole creer que cometió un error. Al final Spider-man, Estrella de Fuego y el Hombre de Hielo logran eliminarlo y Flash intenta tomar algo de crédito en la derrota del Hombre de Arena, pero Peter le echa un poco de arena, asustándolo.

#### Spider-Man(serie de televisión de 1994)
En la Spider-Man: la serie animada de 1994, Flash intenta tener una relación con Felicia Hardy, que no funcionó y más tarde encontró una nueva y más cómoda relación con la inteligente Debra Whitman. Flash no acosa físicamente a Peter pero lo insulta en varias ocasiones. También es fan de Spider-Man, al no creer las noticias de Jameson cuando los Seis Insidiosos estaban en el alboroto cuando Spider-Man fue culpado por el Camaleón.
Aunque Peter y Flash continúan su rivalidad, es invitado a la boda de Peter, donde se encuentra con Felicia de nuevo. Flash intenta llevarse bien con otras chicas guapas pero fracasa siempre, a veces siendo rechazado por Debra Whitman.
Tenía la voz de Patrick Labyorteaux.

#### X-Men '97
Flash Thompson hace un cameo sin hablar en el episodio de X-Men '97, "La tolerancia es la extinción - Parte 3".

#### Spider-Man: The New Animated Series
En Spider-Man: The New Animated Series, Flash aparece en el episodio "Memoria de Flash", con la voz de Devon Sawa. Esta versión está basada en el Flash de la secundaria, aunque su disgusto por Peter es realmente empujado a un nuevo extremo: en lugar de a menudo hacer bromas a expensas de Peter, en su lugar lo insulta de frente, y en un momento en el episodio se muestra como incluso dispuesto a poner en peligro la vida de Peter.

#### The Spectacular Spider-Man
Eugene "Flash" Thompson aparece en The Spectacular Spider-Man, con la voz de Joshua LeBar. Sigue acosando a Parker, incluso cuando Peter ya tiene sus superpoderes y Flash siempre está tratando de burlarse de él, pero usualmente falla. Es similar a su papel original en los cómics, saliendo con Liz Allan hasta que rompen en el episodio "Reacción", al parecer debido a Liz desarrolla un enamoramiento por Peter. En "El Principio de Incertidumbre", tenía que ser una porrista para Halloween debido a una apuesta que perdió ante Peter en un episodio anterior, pero convencido de que el resto del equipo de fútbol también se vestirían como porristas. Él y Mary Jane también habían sido elegidos como el rey y la reina del Otoño Formal, lo que le lleva a pedirle salir a Mary Jane, pero ella negó a Flash como ella no quería una relación real. Después de ver a Peter en su traje de Spider-Man, (él dice que era su disfraz de Halloween para proteger su identidad) argumentó que Peter no se parecía nada a Spidey y que él debería haber vestido como el trepamuros. Después de que Peter se vuelve más furioso y agitable con facilidad por el traje simbionte, es Flash quien ajusta a Peter de vuelta a la realidad, recordándole que sus amigos solo quieren ayudar. Flash después muestra su lado más heroico cuando él y sus amigos ayudan a salvar a Gwen Stacy de caer hasta su muerte en el desfile del Día de Acción de Gracias.
En "Primeros Pasos" se revela que él y Peter eran mejores amigos en la guardería. Peter también le dio a Flash su apodo característico debido a su tendencia de correr desnudo como un niño. También está demostrado que tiene una atracción a la versión de la serie de Sha Shan, que no quiere tener nada que ver con él. Sin embargo, ella finalmente salió con él después de que reportó el uso de Harry del suero Duende en el equipo, sintiendo que es mejor que él ganara trofeos en buena lid.

#### Ultimate Spider-Man
Flash Thompson aparece en Ultimate Spider-Man, con la voz de Matt Lanter (Flash Thompson / Agente Venom), y brevemente por Logan Miller (versión infantil en "Beetle Mania"). Al igual que todas sus encarnaciones anteriores en televisión, Flash es el típico bravucón que se mete con Peter Parker, olvidando que es su ídolo Spider-Man. Sin embargo, esta versión inicialmente carece de la calidad redentora y valor exaltado de las encarnaciones anteriores, en lugar de ser presentado como un cobarde que deliberadamente deja a la gente detrás, e incluso una vez trató de utilizar a Peter como una distracción para salvar su vida. Su favorito "deporte escolar" es encerrar a Peter en su casillero, llamándolo "la hora de del vestidor cerrado". Flash cada vez más se convierte en un objetivo accidental para los supervillanos que buscan a Spider-Man. En la 3.ª temporada, será un superhéroe como Spider-Man, llamado el Agente Venom.
- Temporada 1:
  - En el episodio 1, "Un Gran Poder", aparece siendo un bravucón molestando a Peter al encerrarlo en su casillero y ser un fan de Spider-Man al ser encerrado en su propio casillero en salvar su vida de tres de los Cuatro Terribles.
  - En el episodio 2, "Una Gran Responsabilidad", aparece al encerrar a Peter en su casillero, pero es salvado por sus compañeros nuevos.
  - En el episodio 4, "Venom", Flash es invitado a la fiesta de Harry Osborn, hasta que el simbionte Venom lo posee, hasta llegar a Peter.
  - En el episodio 6, "Por qué odio Educación Física", cuando Flash hace una demostración en gimnasia por el Supervisor (disfrazado de profesor de gimnasia), al creer que Flash es Spider-Man.
  - En el episodio 10, "Un Día Peculiar", Flash recibe su merecido por primera vez cuando Peter (en realidad es Wolverine trasplantado en el cuerpo de Peter por el villano Mesmero) le da un sonido de golpeando después de que intenta acosarlo una vez más.
  - En el episodio 20, "Corre, Cerdo, Corre", aparece escondido en su casillero para espiar a su héroe que estaba luchando contra una horda de Asgardians que lo estaban cazando como él se ha transformado en un cerdo también conocido como Spider-Ham. Luego se escondió en el baño, mientras se escondía en un establo. Él fue sacado a su vez por el director Phil Coulson de su oficina ya que también se escondía allí.
  - En el episodio 21, "Soy el Hombre Araña", Spider-Man es protagonizado por Flash Thompson en hacer una obra en la escuela, haciendo que este aterrado, después de que Peter le da apoyo moral a pesar de su enemistad, Flash muestra los primeros signos de reformar su carácter.

- Temporada 2:
  - En el episodio 3, "Rhino", luego de que Flash dejó de abusar a Peter, ahora abusa a un nuevo nerd llamado Alex O´Hirn, luego de que este se transforma en Rhino para acabar con Flash, sabiendo de como lo amenazó, luego de ser ayudado por Spider-Man y Power Man, al saber de su transformación y al final de pedir disculpas a Alex.
  - En el episodio 9, "Arresto Domiciliario", aparece afuera en la casa de Peter para estar en una fiesta organizada por sus amigos, que Peter no supo.
  - En el episodio 22, "Los Comandos Aulladores", Flash solo aparece en pedir dulces en Halloween con un compañero y se asustan con los hechizos de N'Kantu, la Momia Viviente, su temor son las serpientes.

- Temporada 3: Red de Guerreros:
  - En el episodio 3, "El Agente Venom", al ser ahora amigo de Peter, Flash siempre quiere ser como Spider-Man y ayudarlo como sea, por eso cuando al pisar el simbionte de Venom que dejó el Escorpión, este se convierte en el Agente Venom (un Venom bueno ha nacido), obteniendo armas y la armadura del Escarabajo, pero Spider-Man teme que Flash sea poseído por Venom, hasta que decide en detenerlo, pero él no tiene nada en contra suya. Luego de su lucha contra Escarabajo y Supervisor, Spider-Man se equivocó, Flash si puede controlar el simbionte, pero al querer dejarlo, no puede, cuando el Dr. Connors lo analizó y dijo que el simbionte se unió a su ADN, diciendo que encontró al huésped perfecto. Al final, Flash se vuelve un guerrero de S.H.I.E.L.D.
  - En el episodio 5, "La Nueva Araña de Hierro", Flash aparece al final, como el Agente Venom en el Tri-carrier de S.H.I.E.L.D., presentándose con Amadeus Cho que es la nueva Araña de Hierro.
  - En el episodio 8, "Los Nuevos Guerreros", Flash como el Agente Venom aparece con Spider-Man, junto a su nuevo equipo, los Nuevos Guerreros (Araña de Hierro, Ka-Zar y Zabu) para enfrentar al Duende Verde, el Doctor Octopus, el Escarabajo y el Escorpión, quienes escaparon gracias al Supervisor y su equipo de Thunderbolts (Cloak y Dagger y el Buitre). Al final, los derrotaron a todos cuando Cloak y Dagger se unieron al equipo, pero el Duende Verde escapó y el Buitre también.
  - En el episodio 15, "Academia S.H.I.E.L.D.", aparece con Spider-Man y su equipo cuando van al Triskelion para mejorar su entrenamiento como héroes, y cuando él, junto a Spider-Man, Power Man y la Araña de Hierro van a enfrentar al malvado Dr. Arnim Zola junto a sus sintezoides con la ayuda del Zumbador.
  - En el episodio 16, "Rhino Enfurecido", el Agente Venom y Spider-Man se enfrentan a Rhino (que aún tiene odio contra Flash), que causa estragos en la ciudad al caer del Tri-Carrier, y tiene una moto Venom. Pero con la ayuda de Hulk causa más estragos, y Venom queda herido y Spider-Man usa el Araña de Hierro Hulkbuster para detenerlo junto a Hulk y lo ayuda a detener la inundación del túnel, y para su éxito, deciden reformar a Rhino en la academia S.H.I.E.L.D., estando el Agente Venom detrás, recuperado.
  - En el episodio 18, "Ant-Man", el Agente Venom aparece en la clase de Ant-Man y va junto con Nova, Rhino y Dagger a detener al Dr. Octopus para que Spider-Man, Power Man y Ant-Man entren al cuerpo de Nick Fury a destruir los nanobots que lo controlan.
  - En el episodio 19, "En busca de Burritos", el Agente Venom aparece de su entrenamiento con Hawkeye estando exhausto y al final cuando Spider-Man les da burritos de desayuno.
  - En el episodio 20, "Inhumanidad", el Agente Venom solo aparece en la clase y cuando observa la ciudad Attilan de los Inhumanos en planear la guerra contra la humanidad.
  - En el episodio 21, "El Ataque de los Sintezoides", el Agente Venom, va con Spider-Man, White Tiger, Rhino, Cloak y Dagger al escapar de Zola quienes capturaron a los otros y fueron reemplazados por sus replicantes sintézoides y luego es rescatado junto a Cloak y Rhino por Spider-Man del ataque de Zola al destruir el Triskelion con el Tri-Carrier.
  - En el episodio 22, "La Venganza de Arnim Zola", el Agente Venom y Rhino son los únicos que quedan con Spider-Man al detener a Zola, luego de ser capturados por Zola, Spider-Man rompe las bases antes de ser capturado dentro de Zola, al salir de los contenedores, deben liberar a Spider-Man y a los otros de Zola, al dejar a un lado sus diferencias en el pasado.
  - En el episodio 23, "Concurso de Campeones, parte 1", aparece como cameo al ser encapsulado por el Gran Maestro, el hermano del Coleccionista.
  - En el episodio 25, "Concurso de Campeones, parte 3", Flash como el Agente Venom hace equipo con Spider-Man, Araña de Hierro y Thor al enfrentarse a Attuma, Annihilus y Terrax y dejan 3 robots LMD de S.H.I.E.L.D. con Thor para distraerlos y salvar a los civiles encerrados en cápsulas por el Gran Maestro, contando con la ayuda de M.O.D.O.K. y El Líder y cuando su sorpresa junto con Amadeus (Araña de Hierro), ve a Spìder-Man que al estar con su Tía May, descubre que es Peter Parker al oír su nombre, aunque se enteró, él y Amadeus decidieron salvarlo del Gran Maestro.
  - En el episodio 26, "Concurso de Campeones, parte 4" (final de temporada), se ve junto a sus compañeros héroes, también con los Vengadores y los Agentes de S.M.A.S.H. al ser liberados y se une a Spider-Man, junto al Capitán América, Hulk, White Tiger y el Coleccionista para enfrentar al Gran Maestro.

- Temporada 4: vs. Los 6 Siniestros:
  - En el episodio 1, "El Ataque de HYDRA, parte 1", Flash como el Agente Venom hace un buen equipo con Spider-Man (desde que descubrió su identidad como Peter Parker) y Amadeus Cho como la Araña de Hierro, aprendiendo todo hasta tener un buen sentido arácnido, cuando un ataque de HYDRA se apodera del Tri-Carrier, el, Spider-Man, Araña de Hierro y Nick Fury deberán detener los planes del Doc Ock y Arnim Zola. Hasta que el Agente Venom y Araña de Hierro van al Triskelion estando bajo ataque.
  - En el episodio 2, "El Ataque de HYDRA, parte 2", el Agente Venom y la Araña de Hierro fueron capturados con su equipo por los soldados duendes de HYDRA, hasta que Spider-Man y Araña Escarlata fueron a liberarlos, cuando Zola manipula al equipo con su rayo, él, Spider-Man, Araña de Hierro y Araña Escarlata son los únicos en pie por sus sentidos arácnidos, y van a detener a Zola de una vez por todas.
  - En el episodio 3, "A Miles de Kilómetros de Casa", al final, él y la Red de Guerreros conocen a Miles Morales que es el Spider-Man de otro universo.
  - En el episodio 4, "El Buitre de Hierro", aparece junto a la Red de Guerreros cuando van con Miles a detener a Batroc el saltador, unido a HYDRA.
  - En el episodio 5, "Lagartos", el Agente Venom va con Rhino para detener a todos que fueron infectados por el Dr. Connors que se convirtió de nuevo en el Lagarto hasta llegar a la celda del Dr. Octopus, y al final, es capturado por Doc Ock y Rhino (quién era el espía).
  - En el episodio 6, "El Doble Agente Venom", Flash pierde el control del simbionte Venom y se enfrenta a Spider-Man y Araña Escarlata hasta que lo controla nuevamente, pero luego de ser liberado por Rhino, es separado de su simbionte Venom por el Doctor Octopus y es tomado por Kraven el Cazador, pero Flash no se rinde y al enfrentar a Kraven, recupera su simbionte, siendo el Agente Venom otra vez, pero con una nueva apariencia.
  - En el episodio 7, "Día de Playa", el Agente Venom aparece con la Red de Guerreros en vigilar la ciudad en caso de ataque, pero solo se ve comiendo un helado.
  - En el episodio 8, "El Anti-Venom", el Agente Venom siente un poco de celos con Harry Osborn como el Patriota cuando Spider-Man le enseña el Triskelion y va con Spider-Man y el Patriota a buscar al Dr. Octopus, y observan su creación de un simbionte blanco como Anti-Venom, poseyendo a Harry, y derritiendo el simbionte Venom de Flash por casi completo, hasta que Spider-Man y Norman Osborn como Iron Patriot lo detienen, dejando a Flash herido, quedando también herido su simbionte hasta que se recupere por completo en el Triskelion.
  - En el episodio 9, "Fuerzas de la Naturaleza", Flash aparece en el Triskelion, estando herido e inconsciente, debido al Anti-Venom. Pero al final, la Araña Escarlata (nombrado Ben), dice que ya se está recuperando.
  - En el episodio 10, "Los Nuevos 6 Siniestros, Parte 1", Flash se encarga de proteger a la tía May por su cumpleaños en orden de Peter, mientras que la Red de Guerreros están yendo en defender el Triskelion de Ock y sus nuevos supuestamente Seis Siniestros.
  - En el episodio 11, "Los Nuevos 6 Siniestros, Parte 2", Flash aparece aún en una silla de ruedas (equipado con un arsenal) cuando descubre que Araña Escarlata, era el verdadero espía de Ock y no Rhino, de obtener la llave y proteger a la tía May, hasta que el Doctor Octopus llega, siendo noqueado, antes de que Spider-Man lo salvara antes de que la casa es destruida.
  - En el episodio 13, "La Saga Simbionte, Parte 1", Flash finalmente, se recupera de las lesiones. Sin embargo, durante una misión, el Dr. Michael Morbius lo ataca a él con Spider-Man y obtuvo una muestra del traje de simbionte del Agente Venom para reactivar a Carnage y la reactivación de este caótico simbionte, reacciona el simbionte Venom y controla a Flash para que sigan a la base HYDRA donde está Morbius y el Doctor Octopus, su facción de la experimentación en Carnage. A medida que el simbionte Venom reacciona por el miedo a la naturaleza caótica de Carnage, cuando se transforma el Doctor Octopus en un Carnage Ock, y al dejar escapar a Morbius como un murciélago vampiro después de enfrentarlo, su simbionte muestra miedo al no estar listo para ser un verdadero héroe como Spider-Man, Flash le hace impotente al intentar todo lo posible para reasumir su forma del Agente Venom. En el momento que Ock fuera neutralizado, Carnage puede ahora asumir una forma sin un huésped vivo e intentar hacer un caos alrededor de Nueva York, en el mismo tiempo que Spider-Man trató de arriesgar su vida al detenerlo, Flash recupera su valor al tirarse del edificio y logra transformarse de nuevo en el Agente Venom. Aunque tanto, Spider-Man y el Agente Venom detienen a Carnage utilizando uno de los Sonic Blasters en el nivel más alto destruyendo a Carnage y la base HYDRA, pero al destruirlo, pronto se dan cuenta de que este nuevo Carnage se creó para ser una bomba, para infectar a otros huéspedes bajo su control una vez allí, es la explosión suficiente del Sonic Blaster para este simbionte, afectando a Nueva York.
  - En el episodio 14, "La Saga Simbionte, Parte 2", el Agente Venom aparece con ayuda, trayendo a Puño de Hierro, Cloak y Dagger en ayudar a Spider-Man y al Capitán América en detener a los civiles, Hulk y Shriek que fueron poseídos por el simbionte Carnage, y en salvar a Harry y Mary Jane, hasta que Harry como el Anti-Venom despierta de nuevo, queriendo al simbionte Venom en disolverlo otra vez, cuando él y Puño de Hierro son tomados por los Carnages al ser como ellos, pero el Anti-Venom los salva al disolverlos, al quedar inconsciente, es tomado por Spider-Man para llevarlo hasta al edificio donde comenzó la infección, seguido por el Anti-Venom. Después que Harry controló al Anti-Venom y al destruir a Carnage, volviendo todo a la normalidad, despierta al revelar su identidad como Flash a Harry, después que Spider-Man lo hizo también siendo Peter.
  - En el episodio 15, "La Saga Simbionte, Parte 3", el Agente Venom va con Spider-Man en descubrir que el simbionte Carnage regresó siendo más grande y de apoderarse de la secundaria Midtown donde está Mary Jane, y se encuentran con el Conserje Stan, hasta ser encerrado en un casillero por Carnage, pero logra salir siendo un monstruoso Venom al escuchar el timbre de la escuela, luego se encuentran con Morbius el Vampiro que drena su energía en él y Spider-Man hasta ser salvados por Harry siendo el Patriota de nuevo, luego encuentran a Mary Jane que se convirtió en la Reina Carnage. Morbius y Calavera controlan a la Reina Carnage y en poner con los drones de S.H.I.E.L.D. para esparcir a todo el mundo usando a Spider-Man como acceso, luego de que el Agente Venom y el Patriota son encapsulados. Al ser libres, él, Spider-Man y el Patriota deciden revelar sus identidades a Mary Jane que rompe su conexión desde el simbionte Carnage, luego de que también desactiva los misiles Carnage de S.H.I.E.L.D. Cuando al final, está reunido con Araña de Hierro, Power Man, Chico Arácnido, Cloak y Dagger, el nuevo miembro, el Patriota al ver a Spider-Man en la recuperación de Mary Jane.
  - En el episodio 22, "Los Destructores de Arañas, Parte 2", luego de que el Agente Venom entrena con Araña de Hierro y Chico Arácnido en el Triskelion, Mary Jane llega y les dice que Spider-Man los necesita, diciendo que está con el Doctor Octopus y Araña Escarlata, al saber que el traidor está vivo. Pero le dice a Mary Jane que ellos se encargarán, y ven que ella se convierte en Spider-Woman, al mostrar su gran fuerza. Al partir, observa que la isla HYDRA ha resurgido de nuevo y llegan al enfrentarse a los Spider-Slayers cuando el Agente Venom dice que aún es un villano. Pero al ser liberados, y controlados por Ben, los ayudan a destruir la consola de la nave con Zola, salvan a los Spider-Slayers en sus contenedores y escapan de la isla HYDRA al hundirse de nuevo. Pero, él sabe de no querer confiar en él, de causar problemas, cuando Spider-Man le dice que deje eso en el pasado.
  - En el episodio 23, "Los Destructores de Arañas, Parte 3", aparece con la Red de Guerreros al traer a Araña Escarlata y los Spider-Slayers al Triskelion hasta que ve a Nova en atacar a Escarlata, Puño de Hierro, Power Man y Chica Ardilla atacan a los Spider-Slayers al saber ellos que Araña Escarlata fue el espía del Doctor Octopus que supo la identidad de Spider-Man, que puso en peligro a la academia S.H.I.E.L.D. y a la tía May, en no confiar en él, pero al detenerlos, están en contra de Escarlata y hace que el Agente Venom esté de acuerdo con ellos. Cuando el Triskelion está en encierro y encuentra a Araña de Hierro, Power Man, Puño de Hierro y Nova inconscientes. El va con Spider-Man, Chico Arácnido, Araña Escarlata, Spider-Woman y Chica Ardilla a investigar pistas sobre un intruso, y sigue convencido de que Escarlata sigue siendo un traidor, luego de encerrarlo en una cápsula con los Spider-Slayers, pero cuando escapó, descubren también al clon de Spider-Man llamado Kaine, que ataca a la Red de Guerreros al drenarles su energía. Encuentran a Araña Escarlata teniendo un transmisor de energía al sobrecargar a Kaine, pero sabe que lo empeora al ser más fuerte. Al escapar con Spider-Man y Araña Escarlata, no tiene opción en liberar a los Spider-Slayers, para que Ben los controle y ayuden, pero Kaine los controla estando en su contra. Luego, la Red de Guerreros se reúnen para enfrentarse a Kaine y los Spider-Slayers, hasta que se unen formando The Ultimate Spider-Slayer. Cuando el Agente Venom ve que Araña Escarlata está unido al ser capturado por Kaine, por su desconfianza, decide salvarlo usando el transmisor de energía para sobrecargarlo desde adentro hasta explotar. Al final, el Agente Venom se disculpa con Araña Escarlata luego de regresar al equipo y lo acepta al convidarle con una bolsa de bocadillos.
  - En el episodio 25, "Día de Graduación, Parte 1", el Agente Venom hace equipo con Araña de Hierro, Chico Arácnido, Araña Escarlata y Spider-Woman en ayudar a Spider-Man para proteger a la tía May y encontrar al Doctor Octopus, hasta que se enfrentan a Rhino y lo derrotan, pero el Doctor Octopus llega por sorpresa y también lo derrotan. En la ceremonia de graduación, es atrapado con todo el equipo por un campo de fuerza en el Triskelion por el Doctor Octopus siendo una trampa.
  - En el episodio 26, "Día de Graduación, Parte 2", estando encerrado con el equipo por un campo de fuerza en el Triskelion al ser aplastados, pero Spider-Man los liberó por la cooperación del Doctor Octopus. Al final, él y Araña Escarlata se vuelven maestros de la academia S.H.I.E.L.D.

#### Spider-Man
Flash Thompson aparece en la serie, Spider-Man, con la voz de Benjamin Diskin. Él es un estudiante en la secundaria High School Midtown e intenta solicitar a la Academia Osborn para Genios, pero no consigue entrar. En " La Expo Stark", entra en la expo titular con un volcán del bicarbonato de soda. Irónicamente, él termina ganando mientras que el Fantasma destruyó todas las otras entradas, dejándole el único con un proyecto ileso. Más tarde se convierte en el último anfitrión del Simbionte Venom en el episodio "Venom". Al final, Flash se separó del simbionte gracias a Spider-Man y los restos del organismo fueron capturados por Max Modell.

### Películas

#### Trilogía de Sam Raimi
Flash Thompson aparece en la trilogía de Spider-Man de Sam Raimi, interpretado por Joe Manganiello.
- Introducido en Spider-Man (2002), esta versión, aparece como el novio de Mary Jane Watson al comienzo de la película y es un matón que atormenta a Peter Parker, aunque el deporte que él juega no está indicado. Después de que accidentalmente Peter utiliza una red para lanzar a Flash con una bandeja de comida, una pelea entre ellos se desata en el pasillo de la escuela, que Peter gana debido a las superpotencias recién adquiridas. Aunque Peter escapa de esta revelación después. Más tarde, Mary Jane le dice a Peter que Flash estaba agradecido de que Peter no le haya dado un ojo morado para graduarse. En la graduación, Flash y Mary Jane se separaron después de que ella rechazó su propuesta de matrimonio.
- Thompson aparece en un cameo silencioso al final de la película de 2007 Spider-Man 3. Se lo ve asistiendo al funeral de Harry Osborn después de su sacrificio para ayudar a detener a Venom y está visiblemente entristecido por la muerte de su antiguo compañero de clase.

#### Duología de Marc Webb
Flash Thompson aparece en la duología The Amazing Spider-Man, interpretado por Chris Zylka.
- Introducido en The Amazing Spider-Man (2012), esta versión es un jugador de baloncesto y es amigo de Gwen Stacy, quien le sirve de voz de la razón, además de ser el acosador de Peter Parker. Al obtener superpoderes, Parker humilla a Thompson durante una sesión de práctica de baloncesto. Tras la muerte de Ben Parker, Thompson simpatiza con Peter, deja de acosarlo, expresa admiración por Spider-Man y poco a poco se convierte en una mejor persona.
- Thompson hace una pequeña aparición en The Amazing Spider-Man 2: Rise of Electro (2014). Además, una escena eliminada titulada "Flash Forward" muestra a Thompson y Peter habiéndose hecho amigos y el primero expresando su deseo de asistir a la escuela militar. Antes de la cancelación de la franquicia, había planes programados para que Thompson se convirtiera en el Agente Venom en películas derivadas, algo por lo que Zylka estaba ansioso.[70]

#### Marvel Cinematic Universe
Eugene "Flash" Thompson aparece en la trilogía Spider-Man del Universo cinematográfico de Marvel (UCM), interpretado por Tony Revolori, y el anuncio del casting no fue bien recibido por los fanáticos y el actor recibió mensajes de odio y amenazas de muerte.
- Introducido en  Spider-Man: Homecoming (2017), esta versión es un "niño rico y presumido" y estudiante de la Escuela de Ciencia y Tecnología de Midtown y compañero de clase de Peter Parker, a quien intimida y se burla verbalmente diciéndole como "Penis Parker" y no cree en las diversas afirmaciones de Peter de ser un interno de Industrias Stark. También se muestra como un DJ practicante en el lado cuando asiste a la fiesta de Liz Allan. Sin embargo, después de la victoria sobre su equipo en el Decatlón Académico, la propia admiración de Thompson por Spider-Man continuó creciendo, después de ser salvado en el Monumento a Washington, así como de encontrarse nuevamente con Spider-Man cuando el héroe se enfrentó al Buitre durante el baile de bienvenida y tomó el auto del padre de Thompson.[72][73][74]
- En Spider-Man: Lejos de casa (2019), se revela que Thompson fue víctima del Blip y una estrella menor de las redes sociales con seguidores a los que llama "Flash Mob", cuando se fue a un viaje de verano escolar a Europa. Thompson todavía admiraba a Spider-Man por su heroísmo en la ciudad de Nueva York, habiendo presenciado el heroísmo mundialmente famoso de Mysterio, quien lo salvó en Venecia de un ataque de Hydro-Man. Mientras su clase viajaba por Europa, Thompson continuó transmitiendo en vivo mientras presenciaba más ataques de los Elementales, incluida la batalla final contra Elemental Fusion, que había luchado contra Mysterio hasta que misteriosamente fue borrado de la existencia. Thompson y sus amigos fueron rescatados de los drones atacantes por Happy Hogan y Spider-Man, lo que le permitió a Thompson regresar a la ciudad de Nueva York. Después de su asistencia a un viaje de verano escolar, se alude a la difícil vida hogareña de Thompson, ya que su padre está enfermo y su madre está distante; habiendo enviado un chofer para que lo recogiera en el aeropuerto en lugar de hacerlo personalmente.[73]
- En Spider-Man: No Way Home (2021),[75]Thompson se ha teñido el pelo de rubio, apoya a Parker después de que se descubre su identidad como Spider-Man y luego es aceptado en el MIT.[76]

#### Sony Pictures Animation
- Flash Thompson / Captain Spider aparece en Spider-Man: Across the Spider-Verse (2023) como miembro de la Spider-Society de Miguel O'Hara.[3]

### Videojuegos
- El Agente Venom aparece como un personaje jugable en el juego de Facebook Marvel: Avengers Alliance.
- El Agente Venom es un personaje jugable en Marvel Super Hero Squad Online.
- El Agente Venom es un personaje jugable en Spider-Man Unlimited.
- El Agente Venom es un personaje jugable en Marvel: Contest of Champions.
- El Agente Venom aparece como un equipo en Marvel Heroes, con la voz de Crispin Freeman.[77]
- El Agente Venom es un personaje jugable en el juego móvil match-three Marvel Puzzle Quest. Fue agregado al juego en noviembre de 2016.[78]
- El Agente Venom es un personaje jugable "paywall" en Marvel Future Fight de Netmarble.
- El Agente Venom es un personaje jugable en Lego Marvel Super Heroes 2.
- El Agente Venom es un personaje jugable en Marvel Avengers Academy.
- Flash Thompson se menciona en el videojuego Spider-Man 2018. Peter Parker menciona que Flash está haciendo esfuerzos para disminuir la falta de vivienda de veteranos. Peter se refiere a Flash como un viejo amigo, confirmando que son amigos íntimos en el universo del juego.

### Teatro
Flash fue originalmente interpretado por Matt Caplan en la producción de Broadway de 2010 Spider-Man: Turn Off the Dark.[cita requerida]

## Ediciones coleccionables
| Título                          | Material recopilado                                                                                     | Fecha de lanzamiento | ISBN          |
| ------------------------------- | --- | -------------------- | ------------- |
| Veneno por Rick Remender vol. 1 | Veneno vol. 2 #1-5                                                                                      | Octubre de 2011      | 0-7851-5811-1 |
| Spider-Island                   | Veneno vol. 2 #6-8, junto con otros materiales                                                          | Enero de 2012        | 0-7851-5104-4 |
| Veneno: Círculo de Cuatro       | Veneno vol. 2 #9-14, 13.1-13.4                                                                          | Junio de 2012        | 0-7851-6450-2 |
| Veneno: Los Seis Salvajes       | Veneno vol. 2 #15-22                                                                                    | Octubre de 2012      | 0-7851-5812-X |
| Matanza Mínima                  | Matanza Mínima: Alpha; Veneno vol. 2 #26-27; Araña Escarlata vol. 2 #10-11, 12.1; Matanza Mínima: Omega | Enero de 2013        | 0-7851-6726-9 |